# Władysław Królikowski
Władysław Królikowski (ur. 11 czerwca 1892 w Osjakowie, zm. wiosną 1940 w Charkowie) – podpułkownik dyplomowany piechoty Wojska Polskiego, działacz niepodległościowy, kawaler Orderu Virtuti Militari, ofiara zbrodni katyńskiej.

## Życiorys

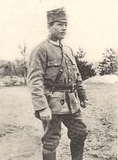
Władysław Królikowski, okres legionowy

Syn Ludwika i Berty z domu Sejdel, urodzony 11 czerwca 1892 roku w Osjakowie, w powiecie wieluńskim. Był młodszym bratem Henryka Królikowskiego. Przed wybuchem I wojny światowej był członkiem Towarzystwa Gimnastycznego „Sokół”. Od 1914 roku służył w Legionach Polskich w 3 pułku piechoty, w szeregach którego odbył całą kampanię wojenną: karpacką, bukowińską, besarabską oraz wołyńską. Wraz z II Brygadą Legionów Polskich, walczył pod Rokitną, Rarańczą nad Stochodem. 1 maja 1916 roku został awansowany na stopień chorążego. Po rozwiązaniu Legionów służył w Polskim Korpusie Posiłkowym. W 1917 roku został mianowany podporucznikiem, a w następnym roku porucznikiem.

Po zakończeniu działań wojennych pozostał w wojsku i przydzielono go do Departamentu I Piechoty w DOK V. Był dowódcą Szkoły Podoficerów Zawodowych. Z dniem 1 czerwca 1919 roku został zweryfikowany do stopnia kapitana ze starszeństwem w korpusie oficerów piechoty. 17 maja 1922 roku odznaczono go orderem wojskowym „Virtuti Militari” V klasy, a we wniosku o jego nadanie, mjr Bolesław Pytel napisał m.in.:

Jako chor., dowódca plutonu 5 kompanii 3 pp Leg., w czasie kontrataku pod Siłowiczami w dniu 3 sierpnia 1916 r., pod huraganowym ogniem artylerii nieprzyjaciela, pierwszy zajął okopy na czele swego plutonu. W nocy, w czasie wypadu, mimo znacznego odcinka, który zajmował, i słabych sił, energią swoją i osobistym męstwem przyczynił się w bardzo trudnych warunkach do utrzymania pozycji aż do nadejścia rezerw, które 5 kompanię zluzowały na odcinku. Chor. Królikowski zawsze wykazywał się dzielnością, w każdej bitwie był między najwaleczniejszymi, znakomity patrolowiec, wiele razy sam przedzierał się przez zasieki nieprzyjaciela, prowadził skuteczne wypady na placówki rosyjskie.

W 1923 roku pełnił służbę w Centralnej Szkole Podoficerów Zawodowych Piechoty Nr 1 w Chełmnie na stanowisku dowódcy I baonu szkolnego, pozostając oficerem nadetatowym 3 pułku piechoty Legionów. W 1924 roku pełnił służbę w 71 pułku piechoty w Ostrowi Mazowieckiej. 1 grudnia 1924 roku został mianowany majorem ze starszeństwem z dniem 15 sierpnia 1924 roku i 144. lokatą w korpusie oficerów piechoty. Od 1 kwietnia do 1 lipca 1925 roku był odkomenderowany z 71 pp do Departamentu Piechoty Ministerstwa Spraw Wojskowych w Warszawie na okres próby. 31 lipca 1926 roku został przeniesiony z Departamentu Piechoty MSWojsk. do Korpusu Ochrony Pogranicza na stanowisko dowódcy 7 batalionu granicznego. 28 stycznia 1931 roku otrzymał przeniesienie do 62 pułku piechoty w Bydgoszczy na stanowisko kwatermistrza. W czerwcu 1935 roku został przesunięty na stanowisko dowódcy batalionu. 31 sierpnia tego roku ogłoszono jego przeniesienie do 65 pułku piechoty w Grudziądzu na stanowisko dowódcy II batalionu detaszowanego w Gniewie. Na stopień podpułkownika został mianowany ze starszeństwem z 1 stycznia 1936 i 4. lokatą w korpusie oficerów piechoty. W 1939 roku mieszkał w Siedlcach. Pełnił służbę na stanowisku komendanta Kadry Zapasowej Piechoty Piotrków.
W czasie kampanii wrześniowej 1939 roku – po agresji ZSRR na Polskę – w nieznanych okolicznościach wzięty do niewoli sowieckiej i przewieziony do obozu jenieckiego w Starobielsku. Wiosną 1940 roku został zamordowany przez funkcjonariuszy NKWD w Charkowie i pogrzebany potajemnie w bezimiennej mogile zbiorowej w Piatichatkach, gdzie od 17 czerwca 2000 roku mieści się oficjalnie Cmentarz Ofiar Totalitaryzmu w Charkowie. Figuruje na Liście Starobielskiej NKWD, pod poz. 1854.
5 października 2007 roku minister obrony narodowej Aleksander Szczygło mianował go pośmiertnie na stopień pułkownika. Awans został ogłoszony 9 listopada 2007 roku w Warszawie, w trakcie uroczystości „Katyń Pamiętamy – Uczcijmy Pamięć Bohaterów”.
Był żonaty, dzieci nie miał.

## Ordery i odznaczenia
- Krzyż Srebrny Orderu Wojskowego Virtuti Militari nr 7371 – 17 maja 1922[6][1][26]
- Krzyż Niepodległości – 17 września 1932 „za pracę w dziele odzyskania niepodległości”[27][28]
- Krzyż Walecznych trzykrotnie[2][28]
- Złoty Krzyż Zasługi – 14 września 1929[29][28]
- Medal Pamiątkowy za Wojnę 1918–1921[2][28]
- Medal Dziesięciolecia Odzyskanej Niepodległości[2][28]

## Upamiętnienie
13 kwietnia 2016, w ramach akcji „Katyń... pamiętamy” / „Katyń... Ocalić od zapomnienia”, w ogrodzie Pałacu Prezydenckiego został zasadzony Dąb Pamięci poświęconego wszystkim Ofiarom Zbrodni Katyńskiej, certyfikat z numerem 1.